# Pakoszów (Piechowice)

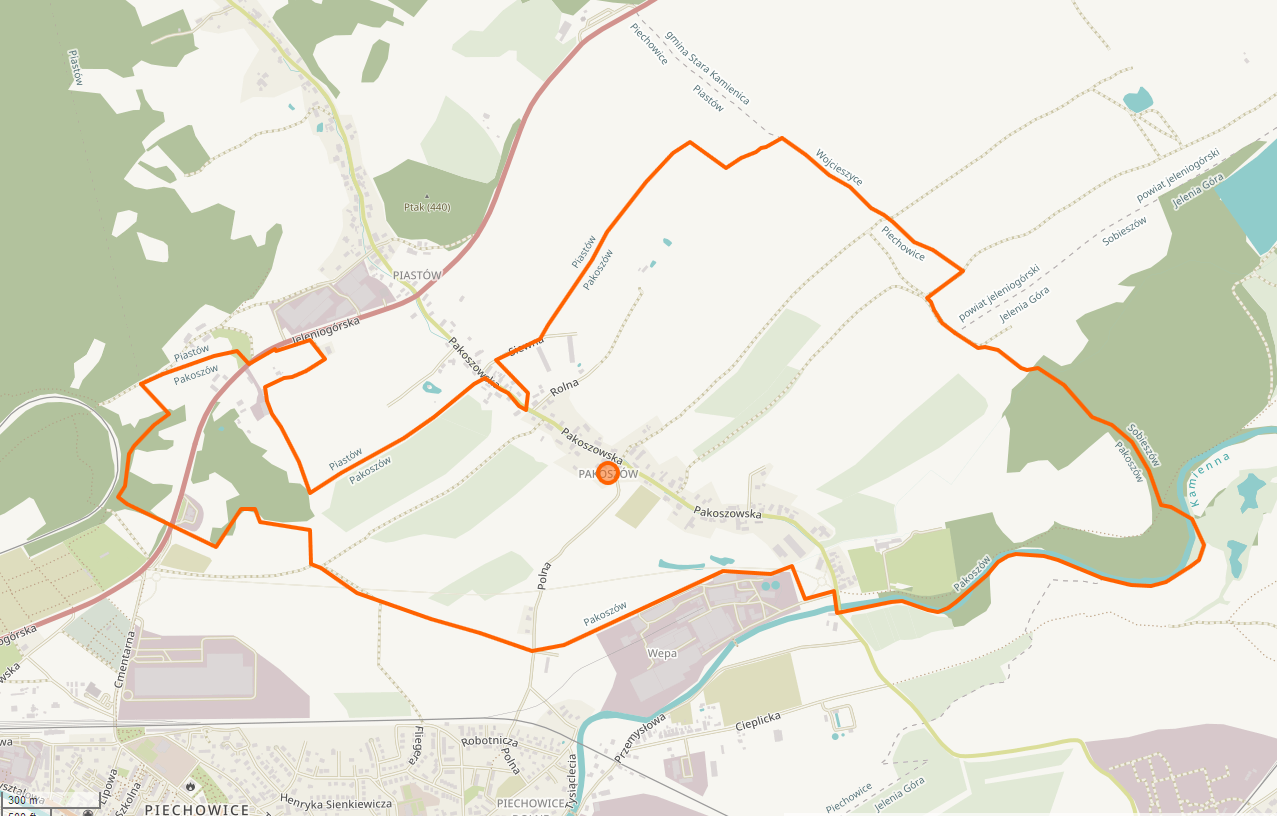
Pakoszów – dzielnica Piechowic

Pakoszów (niem. Wernersdorf) – część miasta Piechowice, w województwie dolnośląskim, do 1999 osobna wieś. Sąsiaduje z Piastowem od północnego zachodu i resztą zabudowy Piechowic od południa. Założona na przełomie XIII i XIV wieku.

## Zabytki
Do wojewódzkiego rejestru zabytków wpisane są obiekty:
- zespół pałacowy, z XVII w., przebudowany w XIX w.:
  - pałac, barokowy, nad Kamienną z 1725 roku.
  - park.

## Historia
Pałac w Pakoszowie położony jest na obecnych rogatkach Jeleniej Góry, na skraju wsi, w pobliżu rzeki Kamiennej. Niemal cały obszar Sudetów czerpał w początkach XVIII wieku wielkie zyski z płóciennictwa mającego tutaj swoje stare tradycje. Szczególnie wielkie dochody pozyskiwała Jelenia Góra, znana na rynkach światowych produkcji płócien, które w XVII stuleciu sprzedawano w całej zachodniej Europie. Bogacący się kupcy często budowali poza miastem rezydencje przypominające rozmachem i przepychem pałace szlacheckie. Jedną z niewielu do dzisiaj zachowanych tego rodzaju siedzib jest patrycjuszowski pałac w Pakoszowie. Dokładna data jego budowy nie jest znana. Początkowo należał on prawdopodobnie do rodziny Schafgottsch. Obecny, późnobarokowy wygląd nadała obiektowi przebudowa z 1725 r., zrealizowana dla burmistrza Jeleniej Góry Johanna Martina Gottfrieda, tytułującego się „kupcem królewskim”. Poza funkcją mieszkalną obiekt pełnił również rolę manufaktury wybielającej najwyższej jakości len (bielarni). Tkaniny moczono w znajdujących się na parterze kadziach z roztworem potasu i mydła, następnie płukano, po czym rozkładano na łąkach do wyschnięcia na słońcu, aby wreszcie wyekspediować je za granicę (w tym do Hiszpanii, a stamtąd do innych krajów świata).
W roku 1741 posiadłość przeszła na Georga Friedricha Smitha, który poślubił wdowę po Gottfriedzie. Drogą mariażu pałac w połowie XIX wieku przeszedł w ręce Hessów, spokrewnionych z najpotężniejszymi patrycjuszowskimi rodami jeleniogórskimi. W tym czasie został poddany drobnym przebudowom i uzupełnieniom w wystroju wnętrza. W 1768 i 1777 roku Pakoszów odwiedził król Fryderyk Wielki, który zatwierdził przywileje zakładu i prawdopodobnie zatrzymał się na odpoczynek w pałacu. Wraz z upadkiem płóciennictwa skrzydło pałacu mieszczące „bielarnie” zostało zmienione na magazyn rolny. W końcu XIX wieku majątek wraz z pałacem drogą dziedziczenia przeszedł w ręce rodziny Dreves, których własnością pozostawał do połowy 1945 roku.
Po II wojnie światowej pałac zamienionno na dom dziecka, a następnie na mieszkania.
Po wejściu Polski do Unii Europejskiej mocno zniszczony pałac odkupił wnuk przedwojennej właścicielki Hagen Hartmann i jego żona Ingrid, po czym w latach 2007–2012 wyremontowali go. 1 kwietnia 2012 w pałacu otwarto hotel z basenem, sauną i restauracją. Pałac otoczony jest 15-hektarowym ogrodem z 3 stawami.

## Opis
Jest to budowla barokowa, założona na rzucie prostokąta z bocznymi ryzalitami, dwukondygnacyjna, dwuprzęsłowa, kryta łamanym dachem. Wewnątrz zachowały się pomieszczenia sklepione kolebkowo, ze skromnymi dekoracjami stiukowymi oraz kominkami i klasycystyczną stolarką. Jeszcze do końca lat sześćdziesiątych w sali balowej na piętrze istniał plafon z malowidłami przedstawiającymi sceny alegoryczne (obecny jest rekonstrukcją), na ścianach znajdowały się portrety patrycjuszy i burmistrzów jeleniogórskich. Do 1945 roku wnętrza wypełniały wspaniałe barokowe meble, porcelana i wspaniała biblioteka. Obecnie najcenniejszą ozdobą pałacu jest dekoracja narożnego saloniku z kominkiem. Ściany tego małego wnętrza wyłożone są XVIII-wiecznymi fajansowymi płytkami z Delftu. Kafelki są dekorowane przestawieniami figuralnymi o motywach rodzajowych i biblijnych, przedstawionych w scenerii charakterystycznej dla XVIII-wiecznej Holandii, z którą Jelenią Górę wiązały ożywione stosunki handlowe.

## Nazwy historyczne
- Wernhersdorff – 1360 rok
- Dorf Wernhersdorf – 1367 rok
- Wernersdorff – 1726 rok
- Wernersdorf – 1765
- Reymontów – 1945
- Pakoszów – 1946